# Сан Фантино
Сан Фантино је насеље у Италији у округу Ређо ди Калабрија, региону Калабрија.
Према процени из 2011. у насељу је живело 209 становника. Насеље се налази на надморској висини од 320 м.